# Mała Baszta

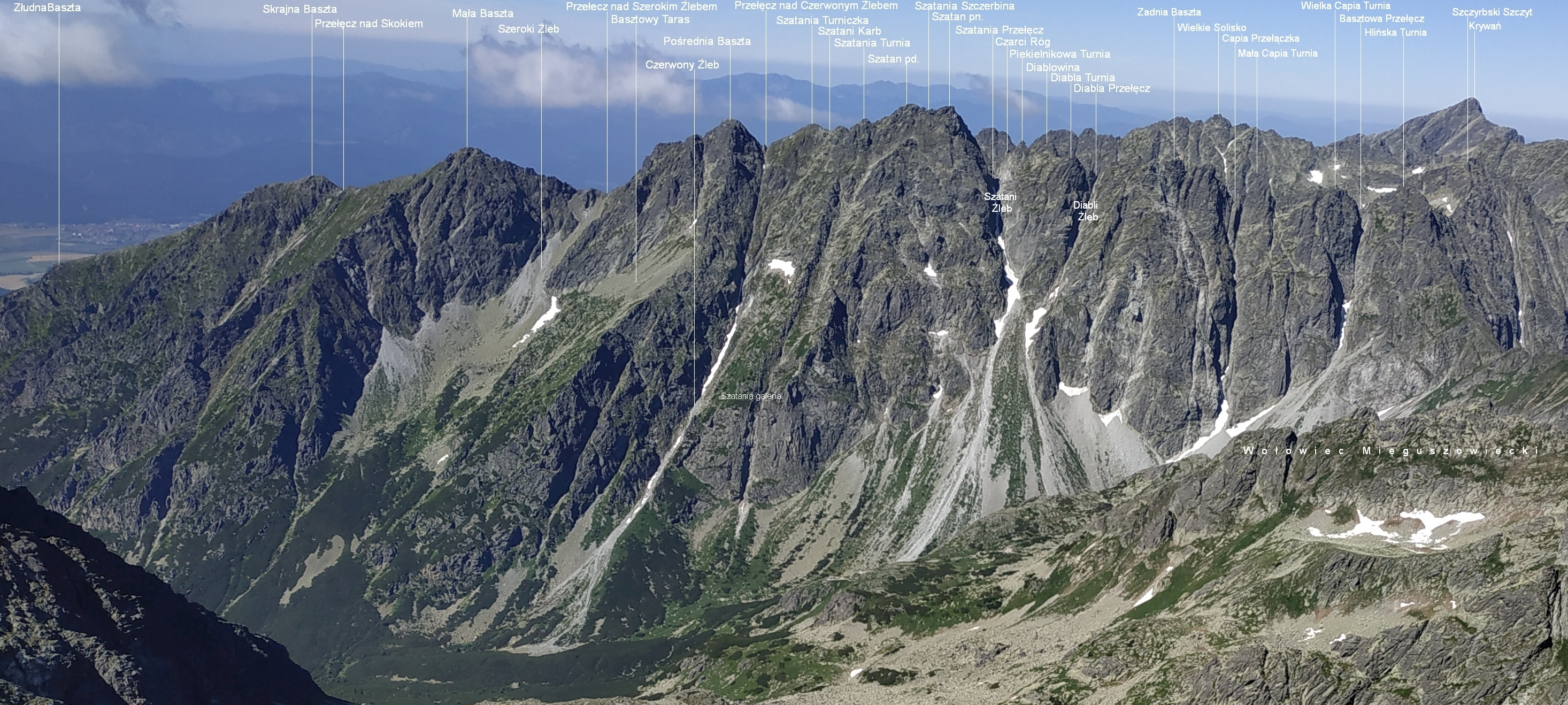
Widok z Rysów

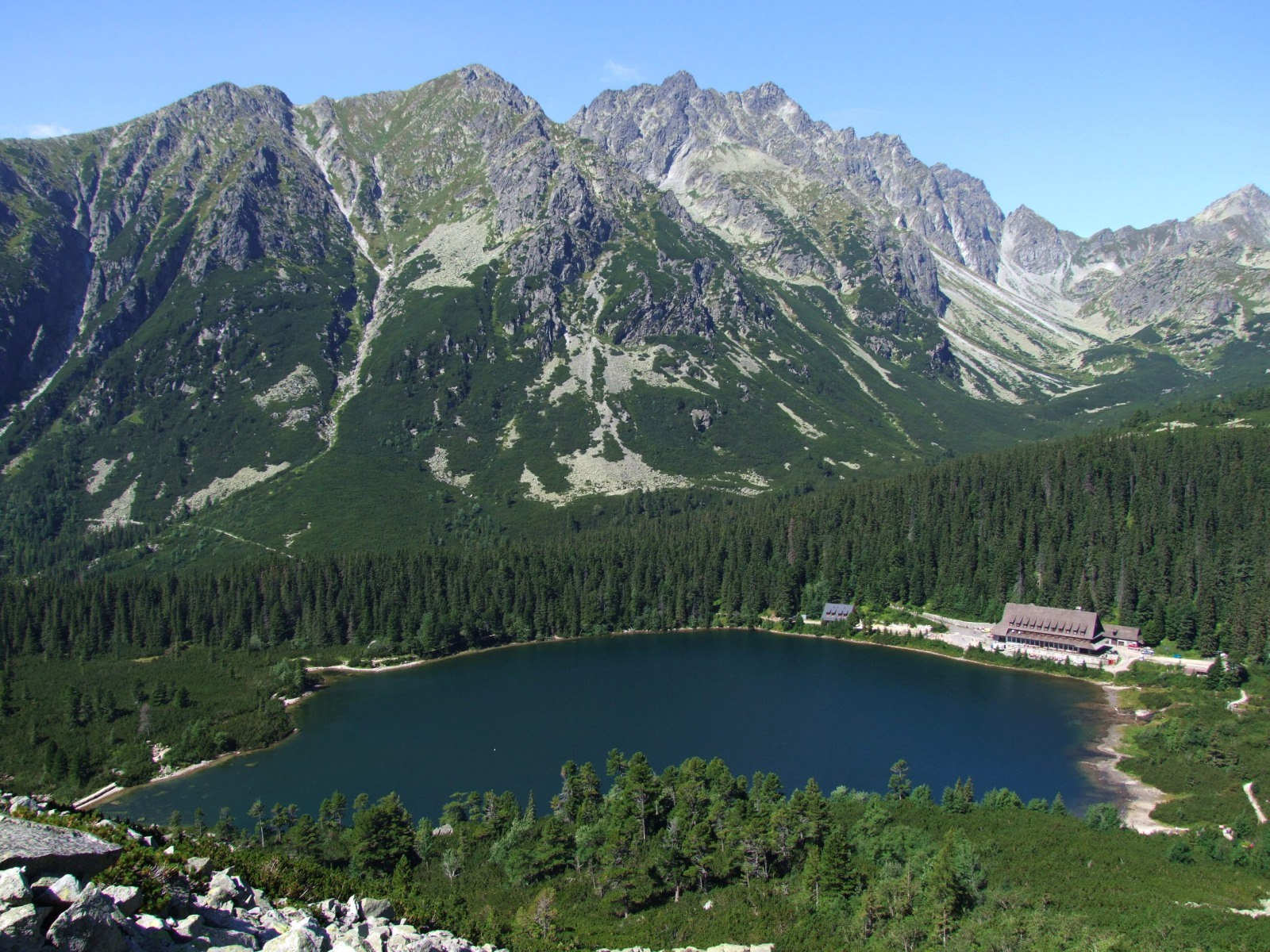
Widok znad Popradzkiego Stawu

Mała Baszta (słow. Malá bašta, niem. Kleine Bastei, węg. Kis-Bástya, 2287 m) – szczyt tatrzański położony na terenie Słowacji, w Grani Baszt (Hrebeň bášt) rozdzielającej doliny: Młynicką (Mlynická dolina) i Mieguszowiecką (Mengusovská dolina). Wcześniejsze pomiary określały wysokość na 2285 m, 2286 m, 2288 m lub 2289 m.
Mała Baszta znajduje się pomiędzy Pośrednią Basztą (Predná bašta), od której oddziela ją Przełęcz nad Szerokim Żlebem (2206 m), a Skrajną Basztą (Patria), od której oddziela ją Przełęcz nad Skokiem (2176 m).
Szczyt jest łatwy do zdobycia od strony Doliny Młynickiej albo z sąsiadujących z nim przełęczy. Toteż drogi tam prowadzące były znane i uczęszczane od dawna. Strome stoki od strony Doliny Mięguszowieckiej porasta urwiskowy las modrzewiowo-limbowy. Ściana północna i wschodnia grzęda to domena taterników; są na nich liczne drogi wspinaczkowe.

## Taternictwo
Pierwsze odnotowane wejścia (na szczyt wchodzono już wcześniej):
- latem – Jan Gwalbert Pawlikowski, Maciej Sieczka, ok. 1880 r.,
- zimą – Gyula Komarnicki, 23 marca 1912 r.[6]

Grzęda wschodnia
W kierunku wschodnim opada z Małej Baszty grzęda o deniwelacji około 620 m. Jej najwyższa część oddziela Szeroki Żleb od żlebu spod Przełęczy nad Skokiem. Grzęda jest wąska górą, dołem znacznie rozszerza się. Całą, szeroką jej podstawę porasta bujna kosodrzewina, miejscami tylko są piarżyska. W grzędzie tej ważnymi orientacyjnie punktami są:
- Płytkie siodełko na wysokości około 220 m[3].
- Garb (ok. 2170 m) z filarem tworzącym lewe ograniczenie Szerokiego Żlebu. Pod ostrzem tej grzędy miał miejsce wielki obryw[3].
- Górny punkt zwornikowy (ok. 2090 m), na którym grzęda rozdziela się. Jedno z jej ramion wznosi się bezpośrednio nad Szerokim Żlebem, opadając do niego ścianami o wysokości 40–150 m. Stoki drugiego ramienia opadają ku żlebowi spod Przełęczy nad Skokiem. Na jednym z tych ramion jest jedno z najwyżej w Tatrach położonych stanowisk modrzewia europejskiego (w 2009 r. miał on wysokość 30 cm)[3].
- Dolny punkt zwornikowy (ok. 1920 m), na którym główne ramię znów rozdziela się na dwa ramiona, pomiędzy którymi znajduje się duże zbocze o ponad 300-metrowej deniwelacji. Jego dolna część to głównie kosodrzewinowy gąszcz. Zbocze to przecięte jest dwoma depresjami[3].

1. Prawą depresją północno-wschodniego zbocza; 0+ w skali tatrzańskiej, krótki odcinek II, czas przejścia 1 godz. 30 min
2. Między depresjami północno-wschodniego zbocza; 0+, 1 godz.
3. Lewą depresją północno-wschodniego zbocza; 0, kilka miejsc II, 20-metrowy próg IV, 1 godz. 30 min
4. Lewą depresją północno-wschodniego zbocza z ominięciem dolnego komina; 0, 1 godz. 30 min
5. Od południowego wschodu; 0, od Magistrali 1 godz. 30 min
6. Wschodnią grzędą; od II do IV (warianty), 3 godz.[3]

Ściana północna
Opada do Szerokiego Żlebu i ma wysokość około 180 m. Poprowadzono w niej 9 dróg wspinaczkowych, w tym 6 zimą. Przyczyną przewagi dróg zimowych jest fakt, że podejście pod ścianę z Doliny Mięguszowieckiej to kosówkowo-piargowy koszmar, a z Doliny Młynickiej piargowy koszmar, jak pisał Władysław Cywiński. Większość taterników nie lubi długich i trudnych podejść, ściana cieszy się więc umiarkowaną popularnością.
1. Prawym skrajem północnej ściany; V, A0 w skali tatrzańskiej, czas przejścia 2 godz.
2. Droga gdańska; V+, miejsce A1, 4 godz.
3. Środkową częścią północnej ściany IV+, A1
4. Kantem północno-wschodniego filara; V, A1, 7 godz.
5. Północno-wschodnią ścianą (droga Puškáša); V, kruszyzna, 3 godz. 30 min
6. Północno-wschodnią ścianą (droga Motyki); V, kruszyzna, 2 godz. 30 min
7. Lewą częścią ściany; V, A0, 5 godz.
8. Północno-wschodnim żlebem; II, miejsce III, 35 min
9. Kruchym filarem; II, miejsce III, miejsce IV, 1 godz.[3]